# Pluteus aurantipes
Pluteus aurantipes är en svampart som beskrevs av Minnis, Sundb. & Nelsen 2006. Pluteus aurantipes ingår i släktet Pluteus och familjen Pluteaceae.   Inga underarter finns listade i Catalogue of Life.